# Saint-Jean-du-Bouzet
Saint-Jean-du-Bouzet ist eine französische Gemeinde mit 53 Einwohnern (Stand 1. Januar 2022) im Département Tarn-et-Garonne in der Region Okzitanien. Sie gehört zum Kanton Garonne-Lomagne-Brulhois und zum Arrondissement Castelsarrasin. 

## Lage
Nachbargemeinden sind Mansonville im Nordwesten, Castéra-Bouzet im Nordosten, Puygaillard-de-Lomagne im Südosten und Lachapelle im Südwesten. Das Gemeindegebiet wird vom Flüsschen Cameson durchquert.

## Bevölkerungsentwicklung
| Jahr      | 1962 | 1968 | 1975 | 1982 | 1990 | 1999 | 2006 | 2015 |
| --------- | ---- | ---- | ---- | ---- | ---- | ---- | ---- | ---- |
| Einwohner | 144  | 122  | 75   | 76   | 59   | 67   | 67   | 56   |

## Sehenswürdigkeiten
- Kirche Saint-Jean, Monument historique[1]

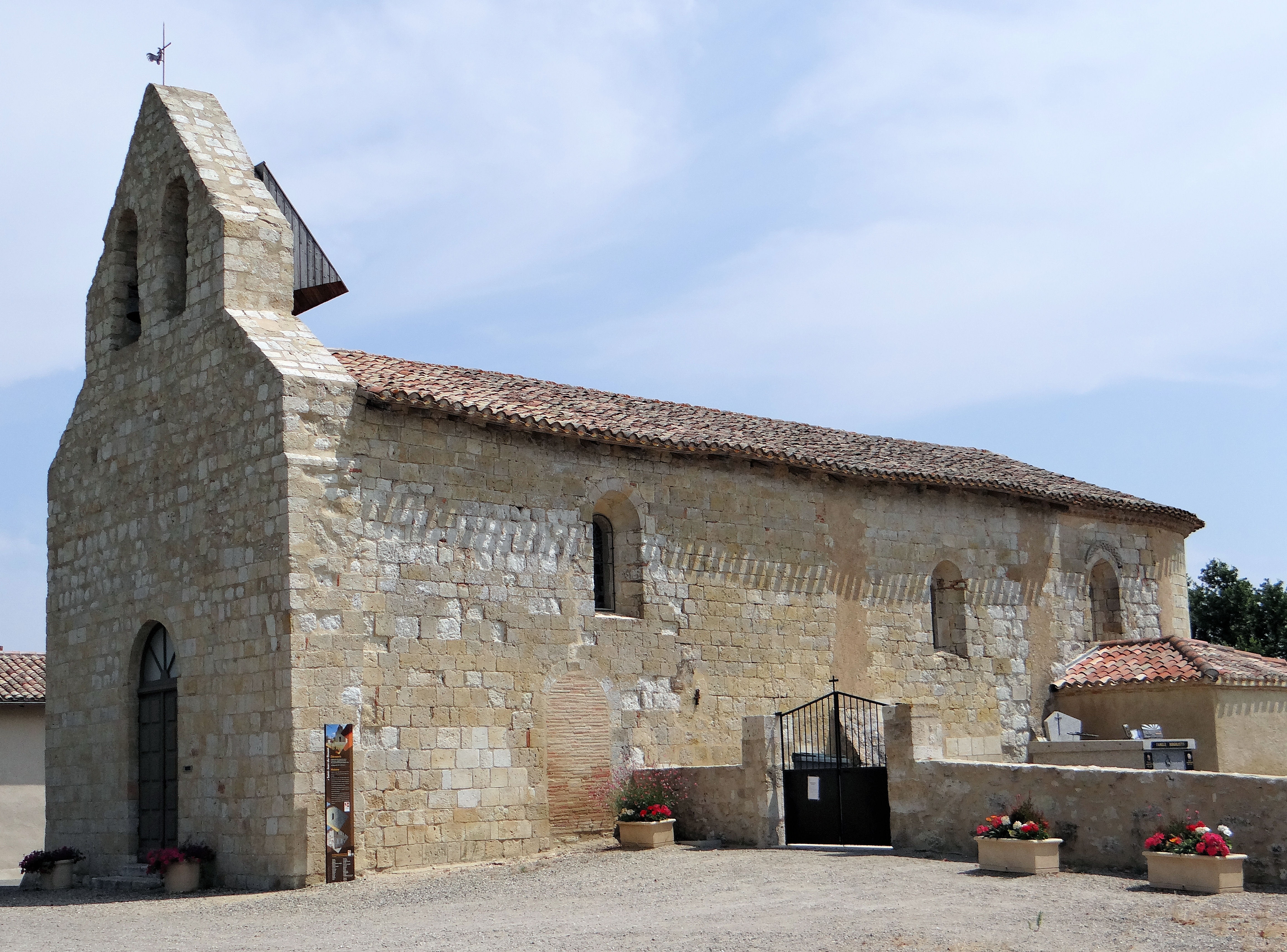
Kirche